# NGC 6116
NGC 6116 ist eine 14,3 mag helle Spiralgalaxie mit aktivem Galaxienkern vom Hubble-Typ Sb im Sternbild Corona Borealis am Nordsternhimmel. Sie ist schätzungsweise 400 Millionen Lichtjahre von der Milchstraße entfernt und hat einen Durchmesser von etwa 260.000 Lichtjahren.
Im selben Himmelsareal befinden sich u. a. die Galaxien NGC 6109, NGC 6110, NGC 6112, NGC 6114.
Das Objekt wurde am  10. Juli 1880 von Édouard Stephan entdeckt.